# Coralie Geoffroy
Pour les articles homonymes, voir Geoffroy.
Coralie Geoffroy, née Marie Caroline Émélie Guffroy à Paris le 15 août 1841 et décédée après 1905, est une comédienne et chanteuse française.

## Biographie
Marie Caroline Émélie Guffroy naît à Paris en 1841, fille de Victor Aimée Louis Guffroy, lampiste, et de Virginie Catherine Guillemot, son épouse.
Enfant prodige, elle débute en 1856 à Chambéry sous le nom de « Mlle Coralli [sic] Guffroy, des Variétés, âgée de 13 ans ». L'année suivante, elle se produit au théâtre des Bouffes-Parisiens où elle crée entre autres le rôle de Cupidon dans Orphée aux Enfers de Jacques Offenbach. Elle y rencontre le ténor Auguste-Charles Geoffroy, né à Florence. Elle l'épouse à Paris le 16 octobre 1858 et prend dès lors son nom.
À partir de 1860, Coralie Geoffroy se produit autant à Paris (Cirque-Olympique, Châtelet, Folies-Dramatiques, Palais-Royal, Athénée) qu'en province et à l'étranger (Gand, Genève, Alger, Bruxelles, Lausanne...).
Son mari meurt en 1864 à Caen, à l'âge de 33 ans.
En 1905, elle obtient une pension de 500 francs de la Société des artistes. Sa carrière s'arrête en 1906, après qu'elle s'est produite à Lausanne.

## Répertoire
- 1860 : Rothomago, d'Adolphe d'Ennery, Clairville et Albert Monnier, représentée la première fois à Paris le 1er janvier 1862 au théâtre impérial du Cirque[5], puis au théâtre impérial du Châtelet  pour son inauguration le 19 aout 1862 : la princesse Miranda.